# Ewald Oberleitner
Ewald Oberleitner (* 4. November 1937 in Leoben) ist ein österreichischer Jazzmusiker (Kontrabass, Klarinette, Perkussion).

## Werdegang
Oberleitner studierte an der heutigen Universität für Musik und darstellende Kunst Graz Bass und Klarinette, wo er von 1973 bis 2003 Ensembleleitung, musikalische Analyse und Jazz-Kontrabass unterrichtete. Er spielte in den 1960er Jahren auf der europäischen Szene, wo er unter anderem mit Albert Mangelsdorff, Eje Thelin und Slide Hampton arbeitete. Seit 1974 spielt er im Trio Neighbours mit Dieter Glawischnig und John Preininger, das mit Gästen wie Anthony Braxton, Paul Bley, Karl Berger, Roscoe Mitchell, John Surman oder Dino Saluzzi zusammenarbeitete. Außerdem gehört Oberleitner dem Trio von Karlheinz Miklin an; er arbeitet auch mit Berndt Luef und mit Tone Janša zusammen. In den 1990er Jahren bildete er mit Heinrich von Kalnein, Gernot Wolfgang und Klaus Hofer die Gruppe The Quartet, mit der er mehrere Alben vorgelegt hat. Weiter gehörte er zu den Murwater Ramblers.
Nach Meinung Braxtons gehört Oberleitner zu den renommiertesten Jazzbassisten der Welt.